# Arctia separata
Arctia separata là một loài bướm đêm thuộc phân họ Arctiinae, họ Erebidae.